# De Lackner HZ-1 Aerocycle

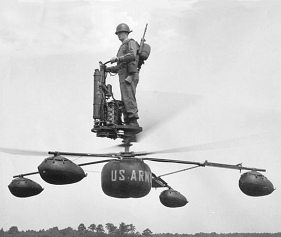
Test du HZ-1

Le HZ-1 Aerocycle, également connu sous le nom YHO-2 et DH-4 Heli-Vector, était un « hélicoptère personnel » américain développé dans le milieu des années 1950 par la firme de Lackner.
Destiné à être utilisé par des pilotes inexpérimentés avec un minimum d'instruction, le HZ-1 devait devenir la machine de reconnaissance standard des forces armées des États-Unis. Bien que les tests ont montré que l'engin avait un avenir dans le cadre des déplacements sur un théâtre militaire de guerre nucléaire, une évaluation plus approfondie a prouvé que l'aéronef était en fait trop difficile à contrôler pour une utilisation par des fantassins sans formation. Après deux accidents, le projet a été abandonné et un seul exemplaire a été conservé dans un musée.